# Thismia annamensis
Thismia annamensis är en enhjärtbladig växtart som beskrevs av Kai Larsen och Leonid Vladimirovitj Averjanov. Thismia annamensis ingår i släktet Thismia och familjen Burmanniaceae.
Artens utbredningsområde är Vietnam. Inga underarter finns listade i Catalogue of Life.